# Карло Франческо Полароло
Карло Франческо Полароло (итал. Carlo Francesco Pollarolo; Бреша око 1653 — Венеција 7. фебруар 1723) био је италијански барокни композитор и оргуљаш.
То је био један од највећих оперских композитора свог времена и његов рад у овој области показује стилски прелаз између бомбастичног млетачког рада из XVII века и нове школе напуљске опере.

## Биографија
Мало се зна о раним годинама Поларолоа. Основе музике је научио вероватно од свог оца Орациа Поларолоа, који је тада био активни први оргуљаш у цркви "Santi Nazaro e Celso" у Бреши а касније у градској катедрали. Није познато када је отишао у Венецију, вероватно да би наставио школовање под вођством Ђованија Легренци. Карло Франческо Полароло 1676. године постаје оргуљаш у свом родном граду у Congregazione dei Padri della Pace где повремено мења свог оца на том месту, све до 18. децембра 1676. године, када је званично постављен за главног оргуљаша. Полароло се жени 1674. године где исте године крстити своје двоје деце, а две године касније, 1676, он ће се добити сина, Антонио Поллароло, који ће наставити стопама свог оца као композитор.
Полароло 12. фебруара 1680. године постаје главни капелник катедрале у Бреши, наследивши Пиетра Пелиа на том месту., а 7. јуна, 1681. године примљен је у удружење Accademia degli Erranti, које се бавил књижевним и музичким радом и на тој функцији остаје до 1689. године.
За време рада у Accademia degli Erranti 1678. компонује своју прву оперу, Venere travestita. Две године касније компонује свој први ораторијум La fenice. Од 1685. активно компонује опере и ораторијуме те исте године представља две своје драме, I delirii per amore, изведене у Бреши и La Rosinda изведене у Венецији. Полароло 1686. године отвара сезону у позоришту Teatro Sant'Angelo, у Венецији својом опером Il demone amante, overo Giugurta, где исте године поставља и Il Licurgo, overo Il cieco d'acuta vista. У наредним годинама је компоновао три дела за Верону, Rodeico (1687), La costanza gelosa negl'amori di Cefalo e Procri (1688) e Alarico re de Goti (1689), а за Брешу ради прераду драме Antonino e Pompeiano, композитора Антониа Сарториа.
Крајем 1689. године са својом породицом сели се из Бреше и трајно се настањује у Венецији где га 13. августа 1690. године постављају је за другог оргуљаша базилике Светог Марка, а две године касније постаје заменик главног капелника. Од 1691. године његове опере су почеле да се редовно приказују у великим позориштима у граду, посебно у Teatro San Giovanni Grisostomo, Teatro Sant'Angelo, Teatro San Cassiano и Teatro San Fantino.
У 1694. години је покушао да постане капелмајстор базилике Сан Марко, али за један глас више изабран је Антонио Бифи. Неколико месеци касније је напустио положај заменика мајстора венецијанске базилике у корист свог сина Антонија. Иако се повукао из активног музичког живота наставио несметано да компонује све до 1720. године и између 1690. и 1705. компонује своја најбоља дела. У исто време био је музички директор Ospedale degli Incurabili, један од четири позната венецијанска конзерваторијума, где остаје од 1696 до 1718. године, можда чак и до 1722. године. За ову школу је компоновао неколико латинских ораторијума. Истовремено је компоновао музику и за друге институције и манифестације. Своју каријеру композитора опера завршио је 1722. године, због болести и умире у фебруару следеће године. Сахрањен у цркви Santa Maria di Nazareth (данас познатија као Chiesa degli Scalzi).

## Дела
Поллароло свакако има своје место у историји музике, нарочито опере, пре свега, због броја дела које је компоновао, а нека из због стилске особености. Он је у периоду од 44 година (1678-1722) написао око 90 опера и 18 ораториа. За већину његових опера либрета су писали познати лбретисти тога доба као Ђулио Цесаре Коради, Матео Норис, Франческо Силвани, Ђироламо Фригимелика Роберти и Апостоло Зено (последња двојица, су заправо спроводили реформу либрета). Његове опере су успешно представљене широм Италије и преко Алпа у Бечу, Брауншвајгу и Ансбаху.

### Опере
- Venere travestita (музичка драма, либрето Ђовани Батиста Боталино, 1678, Бреша)
- Il Roderico (музичка драма, либрето Ђовани Батиста Боталино, 1684, Бреша)
- I delirii per amore (музичка драма, либрето Francesco Miliati, 1685, Бреша)
- Il demone amante, overo Giugurta (музичка драма, либрето Матео Норис, 1685, Венеција)
- Il Licurgo, overo Il cieco d'acuta vista (музичка драма, либрето Матео Норис, 1686, Венеција)
- La costanza gelosa negl'amori di Cefalo Procri (музичка драма, 1688, Верона)
- Antonino e Pompeiano (музичка драма, либрето Ђакомо Франческо Бусани, 1689, Бреша; прерада истоименог дела Антонио Сарторио)
- Alboino in Italia (музичка драма, либрето Ђулио Цезаре Коради, 1691, Венеција)
- Il moto delle stelle osservato da Cupido (серенада, 1691, Падова)
- La pace fra Tolomeo e Seleuco (музичка драма, либрето Адриано Морсели, на основу Rodogune писца Пјер Корнеја, 1691, Венеција)
- Onorio in Roma (музичка драма, либрето Ђовани Матео Ђанини, на основу Stilichon писца Пјер Корнеја, 1692, Венеција)
- Marc'Antonio (музичка драма, либрето Матео Норис, 1692, Ђенова)
- Iole, regina di Napoli (музичка драма, либрето Ђулио Цезаре Коради, 1692, Венеција)
- L'Ibraim sultano (музичка драма, либрето Адриано Морсели, на основу Bajazet di Jean Racine, 1692, Венеција)
- La forza della virtù (музичка драма, либрето Доменико Давид, на основу Storia di Spagna di Rogatis, 1693, Венеција; ripreso anche come Creonte tiranno di Tebe, 1699, Napoli)
- Gl'avvenimenti d'Erminia e di Clorinda (музичка драма, либрето Ђулио Цезаре Коради, на основу Ослобођени Јерусалим писца Торквато Тасо, 1693, Венеција)
- Amage, regina de' Sarmati (музичка драма, либрето Ђулио Цезаре Коради, 1693, Венеција)
- Ottone (музичка трагедија, либрето Ђироламо Фригимелика Роберти, 1694, Венеција)
- La schiavitù fortunata (музичка драма, либрето Fulgenzio Maria Gualazzi, 1694, Венеција)
- Irene (музичка трагедија, либрето Ђироламо Фригимелика Роберти, 1694, Венеција)
- Alfonso primo (музичка драма, после Rogatis, 1694, Венеција)
- La Santa Genuinda, overo L'innocenza difesa dall'inganno (3° atto) (dramma sacro per musica, либрето Pietro Ottoboni, на основу Santi di Fiandra di Molano, 1694, Roma; in collaborazione con Giovanni Lorenzo Lulier (1° atto) e Alessandro Scarlatti (2° atto))
- Il pastore d'Anfriso (tragedia pastorale, либрето Ђироламо Фригимелика Роберти, basato su le Georgiche di Virgilio, 1695, Венеција)
- La Falsirena (музичка драма, либрето Риналдо Кали, 1695, Ферара)
- La Rosimonda (музичка трагедија, либрето Ђироламо Фригимелика Роберти, 1695, Венеција)
- Ercole in cielo (музичка трагедија, либрето Ђироламо Фригимелика Роберти, 1696, Венеција)
- Almansore in Alimena (музичка драма, либрето Giovanni Matteo Giannini, 1696, Ређо Емилија)
- Gli inganni felici (музичка драма, либрето Апостоло Зено, da Erodoto,[2] 1696, Венеција)
- Amor e dovere (музичка драма, либрето Domenico David, 1696, Венеција)
- Tito Manlio (музичка драма, либрето Матео Норис, 1696, Фиренца)
- I reggi equivoci (музичка драма, либрето Матео Норис, 1697, Венеција)
- La forza d'amore (музичка драма, либрето Lorenzo Burlini, 1697, Венеција)
- L'Oreste in Sparta (музичка драма, либрето Pompeo Luchesi, 1697, Ређо Емилија)
- Circe abbandonata da Ulisse (музичка драма, либрето Аурелио Аурели, 1697, Венеција)
- La clemenza d'Augusto (2° чин) (музичка драма, либрето Carlo Sigismondo Caprese, 1697, Roma; у сарадњи са Severo De Luca (1° чин) e Giovanni Bononcini (3° чин))
- Marzio Coriolano (музичка драма, либрето Матео Норис, 1698, Венеција)
- L'enigma disciolto (пастирска басна, либрето Ђовани Батиста Нери, 1698, Ређо Емилија; сликање Gli amici rivali, 1705, Венеција)
- L'Ulisse sconosciuto in Itaca (музичка драма, либрето Матео Норис, 1698, Ређо Емилија)
- Il Faramondo (музичка драма, либрето Апостоло Зено, после Calprende. 1698, Венеција)
- Il ripudio d'Ottavia (музичка драма, либрето Матео Норис, 1699, Венеција)
- L'oracolo in sogno (3° чин) (музичка драма, либрето Франческо Силвани, 1699, Mantova; у сарадњи са Антонио Калдара (1° чин) e Antonio Quintavalle (2° чин))
- Lucio Vero (музичка драма, либрето Апостоло Зено, 1699, Венеција)
- Il giudizio di Paride (intermezzo, 1699, Венеција)
- Il colore fa' la regina (музичка драма, либрето Матео Норис, 1700, Венеција)
- Il delirio comune per l'incostanza dei genii (музичка драма, либрето Матео Норис, 1700, Венеција)
- L'inganno di Chirone (мелодрама, либрето Pietro D'Averara, 1700, Milano)
- Le pazzie degli amanti (музичка драма, либрето Francesco Passarini, 1701, Vienna)
- Catone Uticenze (музичка драма, либрето Матео Норис, 1701, Венеција)
- L'odio e l'amore (музичка драма, либрето Матео Норис, 1702, Венеција)
- Ascanio (музичка драма, либрето Pietro D'Averara, 1702, Milano)
- Venceslao (музичка драма, либрето Апостоло Зено, dopo Corneille, 1703, Венеција)
- La fortuna per dote (трагикомедија, либрето Ђироламо Фригимелика Роберти, 1704, Венеција)
- L'eroico amore (трагикомедија, либрето M. A. Гаспарини, 1704, Bergamo)
- Il giorno di notte (музичка драма, либрето Матео Норис, 1704, Венеција)
- Il Dafni (tragedia satirica in musica, либрето Ђироламо Фригимелика Роберти, 1705, Венеција)
- La fede ne' tradimenti (музичка драма, либрето Girolamo Gigli, 1705, Венеција)
- Filippo, re della Grecia (музичка драма, либрето Пиетро Ђорђио Барзиза, раније Тит Ливије, 1706, Венеција)
- Flavio Bertarido, re dei Langobardi (музичка драма, либрето Stefano Ghisi, 1706, Венеција)
- La fede riconosciuta (музичка пастирска игра, либрето Pasquaglio, 1707, Вићенца)
- La vendetta d'amore (музичка пасторала, 1707, Ровињ)
- L'Ergisto (пастирска игра, либрето Francesco Passarini, 1708, Ровињ)
- Igene, regina di Sparta (музичка драма, либрето Аурелио Аурели, 1708, Вићенца)
- Il falso Tiberino (музичка драма, либрето Pietro Pariati e Апостоло Зено, 1709, Венеција)
- La ninfa riconosciuta (пасторална мелодрама, либрето Франческо Силвани, 1709, Вићенца)
- Il Costantino pio (музичка драма, либрето Pietro Ottoboni, 1710, Рим)
- Amor per gelosia (пастирска басна, 1710, Рим)
- Engelberta, o La forza dell'innocenza (музичка драма, 1711, Бреша)
- La Costanza in trionfo (музичка драма, 1711, Бреша)
- Publio Cornelio Scipione (музичка драма, либрето Агостино Пиовене, раније Плутарх, 1712, Венеција)
- Peribea in Salamina (музичка драма, 1712, Вићенца)
- L'infedeltà punita (музичка драма, либрето Франческо Силвани, 1712, Венеција; у сарадњи са Антонио Лоти)
- Spurio postumio (музичка драма, либрето Агостино Пиовене, 1712, Венеција)
- Eraclio (3° atto) (музичка драма, либрето Пиетро Антонио Бернардони, 1712, Рим; у сарадњи са Франческо Гаспарини (2° чин))
- Giulio Cesare nell'Egitto (музичка драма, либрето Антонио Отобони, 1713, Рим)
- Semiramide (музичка драма, либрето Франческо Силвани, 1714, Венеција)
- Marsia deluso (favola pastorale, либрето Agostino Piovene, 1714, Венеција)
- Il trionfo della costanza (музичка драма, 1714, Вићенца)
- Tetide in Sciro (музичка драма, либрето Carlo Sigismondo Capece, 1715, Вићенца)
- Il germanico (музичка драма, либрето Пиетро Ђорђио Барзиза, 1716, Венеција)
- Ariodante (музичка драма, либрето Антонио Салви, 1716, Венеција)
- L'innocenza riconosciuta (музичка драма, либрето Томасо Малипиеро, 1717, Венеција)
- Farnace (музичка драма, либрето Доменико Лали, 1718, Венеција)
- Amore in gara col fasto (музичка драма, либрето Франческо Силвани, 1718, Ровињ)
- Astinome (музичка драма, либрето или Доменико Отавио Петроселини, 1719, Рим)
- Il pescatore disingannato (епиталамио музика, 1721, Венеција)
- L'Arminio (музичка драма, либрето Франческо Салви, 1722, Венеција)

#### Радови сумњиве атрибуције
- Venere travestita (либрето A. Scappi, 1691, Ровињ)
- Alfonso, il sesto re di Castiglia (1694, Напуљ)
- Il re infante (1694, Болоња)
- Gl'amori di paride ed Ennone in Ida (1697)
- De la virtude ha la bellezza onore (либрето Pietro Pariati, 1704, Венеција)
- La pace fra Pompeiano e Cesarini (либрето Aurelio Aureli, 1708, Венеција)
- Berenice e Lucialla, o L'amar per virtù (1700; forse di Domenico Freschi)
- La Proserpine